# Neotanygastrella naboika
Neotanygastrella naboika är en tvåvingeart som beskrevs av Burla 1954. Neotanygastrella naboika ingår i släktet Neotanygastrella och familjen daggflugor.
Artens utbredningsområde är Elfenbenskusten. Inga underarter finns listade i Catalogue of Life.